# San Simón de Guerrero
San Simón de Guerrero est une municipalité de l'État de Mexico, au Mexique. Elle couvre une superficie de 127,42 km2 et compte 6 010 habitants en 2015.